# کویجه‌غیز (آماسیه)
کویجه‌غیز (به ترکی استانبولی: Köyceğiz) یک منطقهٔ مسکونی در ترکیه است که در آماسیه واقع شده‌است.